# Wohn- und Wirtschaftsgebäude Sandfeld 29
Das Wohn- und Wirtschaftsgebäude Sandfeld 29 im niedersächsischen Elsfleth-Sandfeld im Landkreis Wesermarsch stammt vom Anfang des 19. Jahrhunderts.

Aktuell (2023) wird es als Wohnhaus genutzt.
Das Gebäude steht unter Denkmalschutz (siehe auch Liste der Baudenkmale in Elsfleth).

## Beschreibung
Das eingeschossige giebelständige Wohn- und Wirtschaftsgebäude als Zweiständer-Hallenhaus in Fachwerk mit Steinausfachungen, mit reetgedecktem Krüppelwalmdach und Niedersachsengiebeln mit Uhlenloch sowie der Grooten Door mit Korbbogen wurde um 1800 gebaut. An der linken, südlichen Seite des Wirtschaftsgiebels steht ein angebauter Stallflügel in Fachwerk mit Steinausfachungen, reetgedecktem Krüppelwalmdach und Niedersachsengiebel.
Das Gebäude steht auf einer Wurt auf einem tiefen Grundstück mit einer Allee.
Das Landesdenkmalamt befand: „… geschichtliche Bedeutung … als beispielhaftes Fachwerkhallenhaus der Zeit um 1800 … .“